# 方立天
方立天（1933年3月3日—2014年7月7日），男，浙江永康人，中国哲学史家、宗教学家，中国人民大学一级教授、博士生导师，中央文史研究馆馆员。

## 生平
方立天1956年考入北京大学哲学系，1961年到中国人民大学哲学系任教。
方立天在宗教学与中国哲学领域，出版著作21部，合著18部，文章420余篇，有《方立天文集》12卷本行世。他的著作屡获大奖，多部著作和论文被翻译成英语、韩语、日语等文字在国外出版。